# ウィリアム・G・モーガン
ウィリアム・ジョージ・モーガン （William George Morgan, 1870年1月23日 - 1942年12月27日）は、アメリカ合衆国のバレーボール考案者である。
バレーボール発祥の地であるマサチューセッツ州ホリーヨーク市にはバレーボール殿堂があり、バレーボール考案者として1985年に最初の殿堂入りをした。

## 来歴
1891年にマウント・ハーモン・スクールを卒業後、バスケットボールの考案者であるジェームズ・ネイスミスの誘いでマサチューセッツ州の国際YMCAトレーニングスクール（現在のスプリングフィールド大学）に入学する。
1894年に卒業後はオーバーン市のYMCAの体育教師として1年間働いた後、ホリーヨーク市のYMCAの体育教師として働いた。
モーガンは中年のサラリーマンに対して体育を教えていたときに、バスケットボールは人と人とがぶつかりあう非常に激しいスポーツであることに気がついた。そこでモーガンは誰にでも気楽に楽しめるスポーツを作ろうと思い、試行錯誤をした末に1895年にバレーボールを考案した。バレーボールは当時ミントネット（Mintonette）と呼ばれていた。バレーボールの最初の試合はマサチューセッツ州ホリーヨーク市の市長と消防署長がキャプテンを務めるチームの間で行われた。
1897年に辞職し、コネチカット州ニューヘイブンのYMCAに転勤。その後、故郷のニューヨーク州ロックポートにあるYMCAへ再転勤。それぞれ1年間ずつ勤務した。それからは、バレーボールとは無縁の仕事に就いた。
晩年の1938年には、母校の国際YMCAトレーニングスクールに招待され、体育館でバレーボール創案秘話を語った。前立腺肥大、慢性胃炎を患い、気管支炎と肺炎の併発により、1942年12月27日に死去。12月29日の葬儀には、当時すでに発足していた各バレーボール協会など団体の関係者も参列した。モーガンの墓は、彼の故郷ニューヨーク州ロックポートのグレンウッド墓地（Glenwood Cemetery）にある。